# Giovanni Benedetto Pareto
Pour les articles homonymes, voir Pareto.
Giovanni Benedetto Pareto (1768-1831) est un homme politique italien.
De 1811 à 1814, il représente les départements italiens au Corps législatif.
En 1828, il est maire (sindaco) de Gênes.
Il est le père de Damaso, Domenico et Raffaele Pareto.